# Trương Bang Xương
Trương Bang Xương (chữ Hán: 张邦昌, 1081 – 1 tháng 11 năm 1127), tên tự là Tử Năng, người vịnh Trương Gia huyện Đông Quang Vĩnh Tĩnh quân, là đại thần thời Bắc Tống. Trong sự biến Tĩnh Khang ông được triều Kim ủng hộ lập làm Đại Sở Hoàng đế, dựng đô tại Kim Lăng. Về sau trả lại ngôi vua cho hoàng thất Nhà Tống, được phong là Đồng An quận vương. Sau này dưới sức ép của thừa tướng Lý Cương, triều đình đành phải đưa Trương Bang Xương biếm vãng tới Đàm Châu, cuối cùng bị Tống Cao Tông ban cho cái chết.

## Tiểu sử

### Thân thế ban đầu
Trương Bang Xương nhờ thi đậu Tiến sĩ, bắt đầu ra làm quan lên tới chức Đại Tư thành, do lạm dụng quyền hành nên bị giáng chức đưa đi làm Tri châu. Khi Tống Huy Tông lên nối ngôi, triều đình rất thiếu quan lại nên triệu Trương Bang Xương về triều giữ chức Lễ bộ Thị lang, chẳng bao lâu lại được thăng lên Trung thư Thị lang, tức đã chiếm một ghế trong Trung thư tĩnh, nắm ít nhiều cơ mật trong triều. Trong thời gian này, Trương Bang Xương ra sức giao du kết thân với Hoàng tử Triệu Hoàn, sau này được Huy Tông nhường ngôi, tức Tống Khâm Tông, thì ông lại càng được tin cậy và trọng dụng hơn nữa.

### Nghị hòa nhà Kim
Cùng thời điểm ấy ở phương bắc, bộ lạc Nữ Chân dần dần hùng mạnh lên rồi đến năm 1115, thủ lĩnh Hoàn Nhan A Cốt Đả tự xưng đế, kiến lập Đại Kim, sử sách gọi là Kim Thái Tổ. Đến năm 1123, khi Kim Thái Tổ mất, con là Kim Thái Tông mới tiêu diệt được nước Liêu, bắt đầu nghĩ tới việc bành trướng lãnh thổ xuống phương nam. Trước đó, triều Kim đã rất nhiều lần đưa quân xâm phạm biên giới Nhà Tống cướp bóc, nhằm dò xét động tĩnh của đối phương. Khi nhận thấy Bắc Tống ngày càng suy yếu, Kim Thái Tông mới quyết định phái hai đạo quân cùng lúc đánh xuống phương nam, dưới sự chỉ huy của Đại tướng Hàn Ly Bất.
Để đối phó hiểm họa ngoại xâm, Tống Huy Tông đã trao ngai vàng lại cho con rồi cùng với hoạn quan Lương Phương Bình dàn quân bên này sông Hoàng Hà chống đỡ. Thế nhưng, quân tướng Bắc Tống không địch nổi sức tiến công dũng mãnh của quân Kim liền tháo chạy về hậu phương. Quân Kim lần lượt đánh chiếm các thành trấn ở phía nam Hoàng Hà, thừa thắng tiến thẳng đến phủ Khai Phong, kinh đô của Bắc Tống. Lúc quân Kim đang bao vây Biện Lương, Trương Bang Xương cực lực đề xướng nghị hòa, cùng với Khang vương Triệu Cấu sang doanh trại quân Kim làm con tin, thỉnh cầu cắt đất bồi thường đáp ứng điều kiện nghị hòa. Sau trở về bên Tống, ông nhậm chức Hà Bắc lộ cát địa sứ.

### Xưng đế bắt đắc dĩ
Năm Tĩnh Khang thứ 2 (1127), triều Kim bắt sống hai vị hoàng đế Huy Tông và Khâm Tông cùng với hơn 470 người trong hoàng tộc, văn võ bá quan hơn 15.000 người lên phía bắc, sử sách gọi là sự biến Tĩnh Khang. Quân Kim cho lập Trương Bang Xương làm Hoàng đế, quốc hiệu Đại Sở, đóng đô tại Kim Lăng. Ngày 1 tháng 3 cùng năm, Bang Xương từ chối xưng đế, người Kim cho ông năm ngày để suy tính, nếu không chịu làm lễ đăng quang thì sẽ "giết đại thần, thảm sát thành Đại Lương". Vì vậy Bang Xương mới giả làm hoàng đế được 32 ngày. Từ khi nước Kim rút quân đi rồi, Bang Xương cởi hoàng bào, bỏ đế hiệu, không làm việc công tại chính điện,tự xưng "thần Bang Xương", cử chỉ đều đúng theo khuôn phép, hết mực cẩn thận, sau cùng ra nghênh đón Nguyên Hựu Hoàng hậu Mạnh thị vào ở trong cung Diên Phúc, phong làm Quận vương.
Nghe tin Khang vương sửa soạn làm lễ đăng cơ ở phủ Ứng Thiên, Trương Bang Xương liền cùng với một số quan lại phe cánh tức tốc đến nơi ra mắt Khang vương xin được chịu chết, Khang vương vì muốn ổn định lòng người nên đã dùng lời lẽ an ủi, cho rằng đó là vì tình thế ép buộc nên không bắt tội. Khi mọi việc đã định xong, Khang vương mới tiến hành lễ đăng quang, tức Tống Cao Tông, đổi niên hiệu thành Kiếm Viêm, hạ chiếu đại xá. Từ lúc đó, triều Tống được sử sách gọi là Nam Tống để phân biệt với thời kỳ trước. Tống Cao Tông vừa lên ngôi xong, lấy cớ Trương Bang Xương có công nghênh đón, phong cho tước Đồng An Quận vương, chức Thái bảo Phụng Quốc quân Tiết Độ sứ, cất nhắc lên Thái phó.

### Thất thế và xử tử
Ít lâu sau có người tố cáo Trương Bang Xương dâm loạn với cung nhân trong hoàng cung, tể tướng Lý Cương chủ trương nghiêm trị. Tháng 6 năm Kiếm Viêm nguyên niên (tháng 7 năm 1127), bị biếm tới Đàm Châu "an trí", "lệnh cho giám ty Thủ Thần Thường giám sát nghiêm ngặt", ăn uống và cư trú đều phải báo cáo thường xuyên lên Thượng thư tỉnh. Tháng 9 cùng năm, hoàng đế hạ chiếu ban cho Bang Xương được chết, lại giết Vương Thời Ung, Điện trung thị Ngự sử Mã Ung tới Trường Sa thực thi án tử. Đến khi Trương Bang Xương nghe đọc chiếu thư thì như người mất hồn "khóc lóc thảm thiết, không muốn tự tận", quan chấp hành buộc phải xúm lại đè xuống quàng dây vào cổ rồi treo lên xà nhà tại lầu Bình Sở chùa Thiên Ninh trong thành Đàm Châu. Cũng có sách chép là Trương Bang Xương bị chém ngang lưng, Vương Thời Ung thì bị chặt đầu.
Tháng 2 năm Kiếm Viêm thứ 2 (1128), hoàng đế hạ chiếu dùng lễ tôn Trương Bang Xương, con là Trương Nguyên Hanh, anh trai là Trương Bang Vinh đều dùng làm quan, ngay cả con rể Trương Bang Vinh là Ngô Nhược Thừa cũng được triều đình gọi đến trấn nhậm chức quan.